# Narr und Tod
Pour plus de détails, voir Fiche technique et Distribution.
Narr und Tod (en français Le Bouffon et la Mort) est un film autrichien réalisé par Rudolf Stiassny sorti en 1920.

## Synopsis
Le sculpteur Peter Starling s'est suicidé dans le musée. Lorsque le directeur du musée examine le corps, il trouve un journal intime et découvre la raison du suicide : Starling a un jour rencontré une momie et un rouleau de papyrus lors d'un voyage en Égypte et a laissé les deux artefacts au musée après son retour. À partir du rouleau de papyrus avec l'écriture cunéiforme, Starling a pu dire que la momie, autrefois fille d'un roi, se réveillerait un jour et vivrait ensuite aussi longtemps qu'elle le voudrait. Starling a également assisté à la transformation de la momie en la princesse et s'est rapidement retrouvé sous le charme de la belle "jeune" femme, qui a complètement confondu ses sens. Finalement, la femme réveillée fut kidnappée par un certain comte Galleen. Starling a suivi les deux hommes jusqu'au musée, a tiré sur la momie puis s'est suicidé.

## Fiche technique
- Titre original : Narr und Tod
- Réalisation : Rudolf Stiassny
- Scénario : Rudolf Stiassny
- Photographie : Max Nekut (de)
- Société de production : Filmag
- Pays de production :  Autriche
- Langue : allemand
- Format : Noir et blanc - 1,33:1 - 35 mm
- Genre : fantastique
- Durée : 1 663 mètres
- Date de sortie :
  - Autriche : 18 juin 1920.

## Distribution
- Lisa Kresse (de) : La Momie/La Princesse
- Hans Lackner (de) : Peter Starling, sculpteur
- Dora Kaiser : sa fiancée
- Carl Goetz
- Paul Kronegg (de)

## Production
Narr und Tod est l'adaptation d'une pièce de Siegfried Geyer. Il est tourné au printemps 1920.